# Clan Stewart
Il Clan Stewart, o Clan Stuart, (in gaelico scozzese Stiùbhard) è stato un clan scozzese delle Highlands. Il clan è riconosciuto dalla Court of the Lord Lyon, corte che regola i diritti araldici e nobiliari scozzese, accanto al clan Stewart di Appin, un ramo cadetto del clan Stewart vero e proprio. Dal clan Stewart deriva la famiglia reale Stuart di Scozia e Inghilterra.

## Storia
Stewart (e la sua variante francese Stuart) è un nome familiare originario della Scozia. Il nome, in inglese, alla lettera significa assistente, servitore. Tale fu il nome assunto da una famiglia originaria della Bretagna quando, trasferitasi in Scozia, uno dei suoi esponenti fu nominato High Steward of Scotland (Sommo servitore della Scozia). La famiglia, o meglio, il clan, assunse ben presto prerogative reali. Gli Stewart divennero così la famiglia regnante di Scozia. Nel XVI secolo Maria Stuarda (Mary Stuart o Stewart) fu pretendente al trono d'Inghilterra tra i regni di Maria la Sanguinaria ed Elisabetta I, entrambe sue cugine e sorelle tra di esse per parte di padre, il re Enrico VIII.

### Origini
Le origini della famiglia Stuart sono remote e oggi piuttosto oscure; si possono far risalire tuttavia ad Alan FitzFlaad, seguace del vescovo di Dol, nel ducato di Bretagna, ricoprì gli incarichi prestigiosi di Dapifer (letteralmente, "colui che porta il cibo"). Gli storici dichiarano definitivamente che Alan fosse  Bretone. Alan godeva di ottimi rapporti con Enrico I, che gli concesse terre nella regione dello Shropshire. La famiglia FitzFlaad stabilì proprio nello Shropshire la sua atavica dimora, divenendo in breve tempo una delle famiglie della migliore nobiltà del regno. Alcuni suoi membri ricoprirono l'importante carica di High Sheriff of Shropshire.
Il nipote di Alan, Walter FitzAlan (...-1177), fu il primo membro della famiglia a ricoprire la carica di High Steward of Scotland, rendendola ereditaria, mentre suo fratello William d'Aubigny (...-1176) divenne il primo conte di Arundel. Durante il periodo conosciuto come Anarchia, i due fratelli furono sostenitori di Matilde, Lady of the English nella sua lotta contro il cugino Stefano. Altro sostenitore di Matilda fu suo zio Davide I, re di Scozia appartenente al Casato dei Dunkeld. In seguito alla sconfitta militare di Matilda, che lasciò l'Inghilterra, Walter FitzAlan fu costretto a seguire re Davide I nella sua ritirata verso la Scozia. Qui ricevette terre nel Renfrewshire e gli fu confermato l'incarico a vita di High Steward of Scotland. 
Sotto il regno di Malcolm IV di Scozia il titolo di High Steward venne reso ereditario per la famiglia FitzAlan; fu così che il figlio di Walter, Alan assunse il cognome Stewart. Alla sua morte nel 1204 Alan fu impiazzato dal figlio Walter, che ricevette alti incarichi dal re Alessandro II di Scozia. Seguirono un altro Walter, conte di Menteith e Alessandro Stewart.

### Guerre d'indipendenza
Alessandro Stewart ebbe due figli, James e John. James successe al padre come chief, capo del clan mentre John combatté e morì a fianco di William Wallace nella battaglia di Falkirk per l'indipendenze della Scozia. John ebbe sette figli; tutti ricoprirono cariche di prestigio ed alcuni diedero vita a rami collaterali del clan Stewart. 
James invece, come capo del clan, fu uno dei magnati di Scozia scelti per reggere il trono alla morte del re Alessandro III nel 1286.
Il figlio di James, Walter (1293-1326), fu il sesto High Stewart di Scozia e prese in moglie Marjorie Bruce, figlia del re degli scozzesi Roberto I, e partecipò in prima persona alla battaglia di Bannockburn. Il figlio della coppia, Robert, aveva quindi sangue reale, e quando suo zio Davide II morì senza eredi nel 1371, fu designato come suo successore e prese il nome di Roberto II di Scozia. Si estingueva così il Casato reale di Bruce ed iniziava la dinastia reale Stewart.

## Castelli e abitazioni
- Castello di Edimburgo
- Castello di Stirling

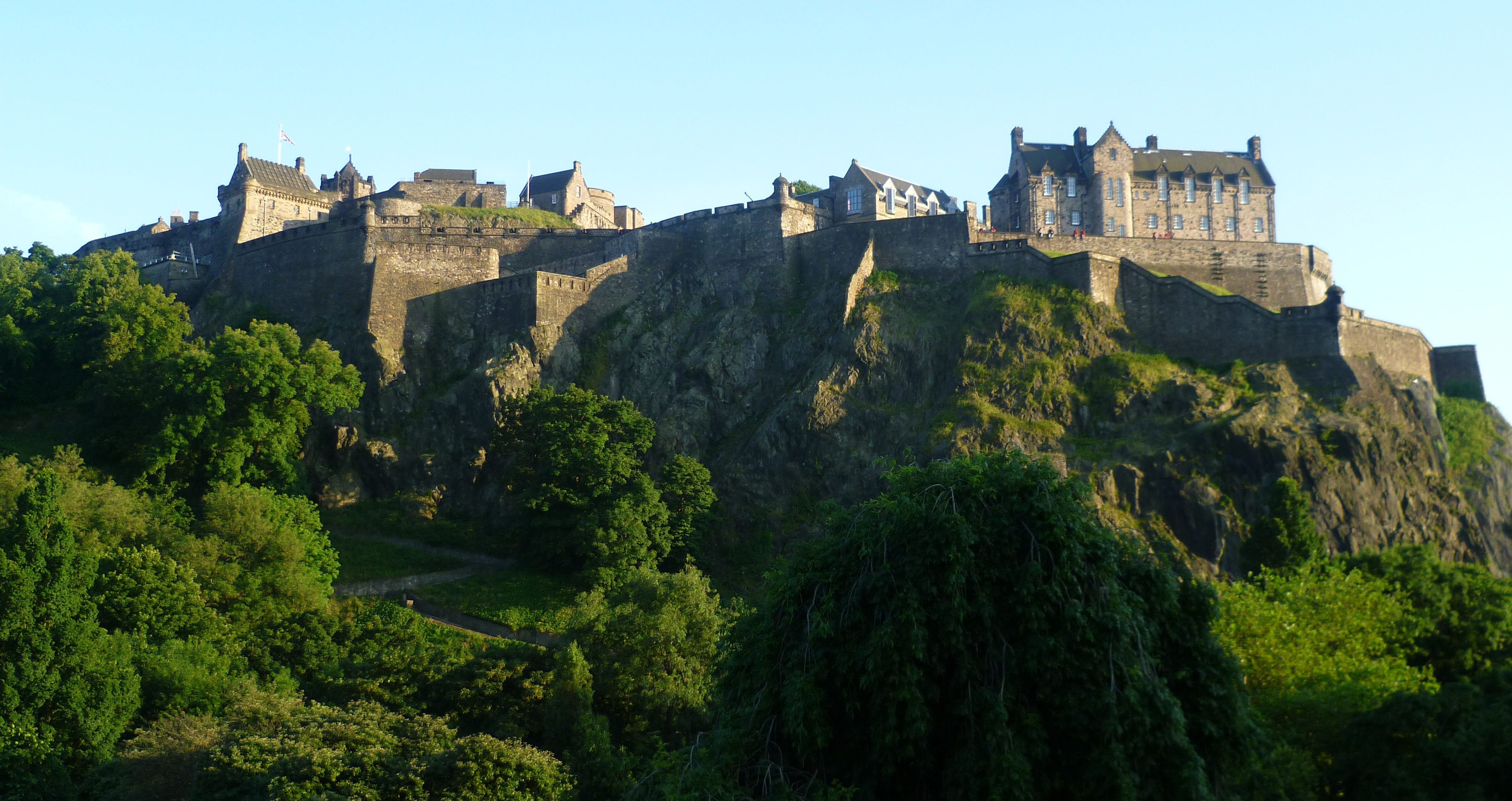
Il castello di Edimburgo visto da nord

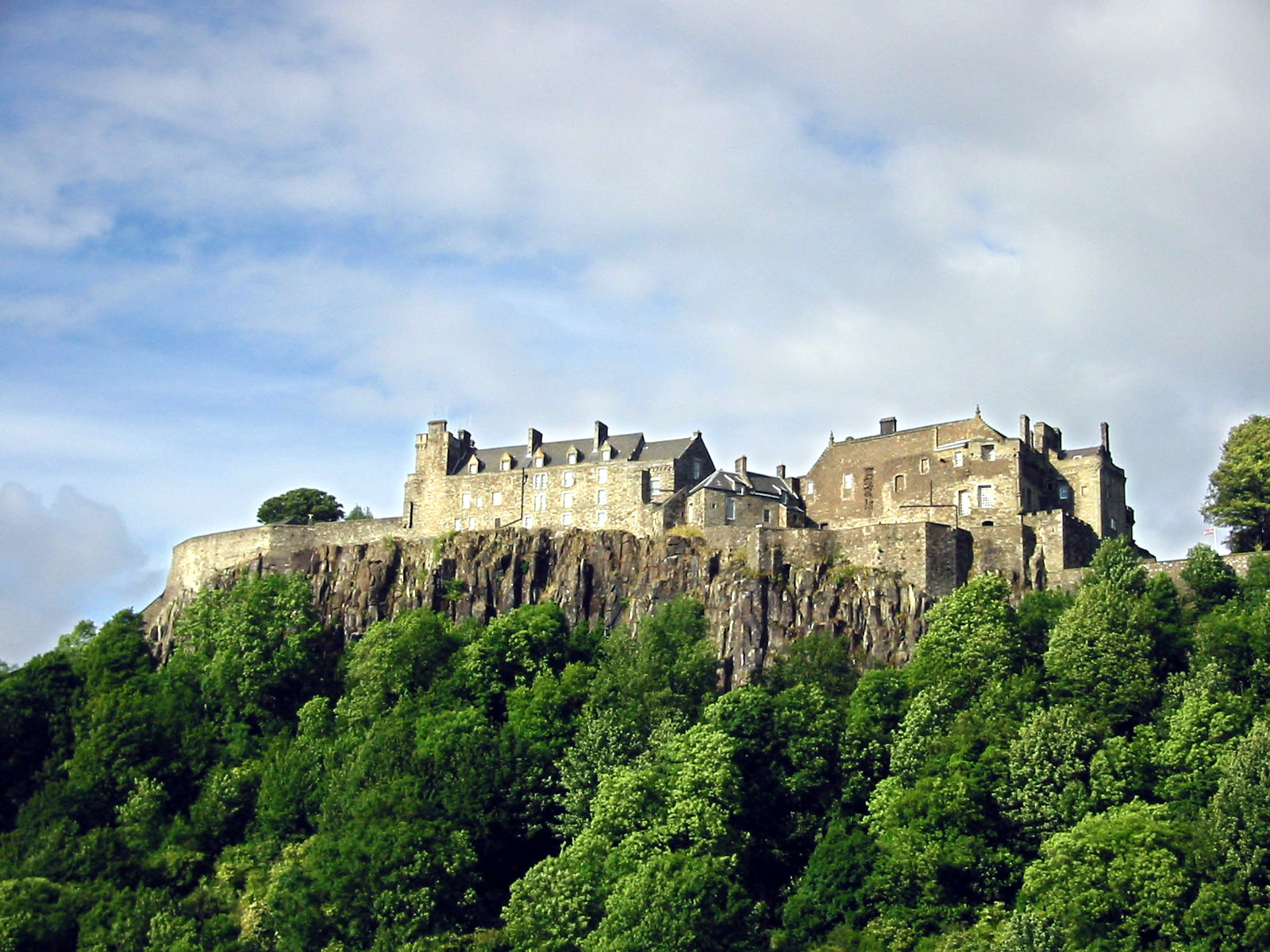
Il castello di Stirling

- Dundonald Castle, costruito nel XIII secolo.

Quelli di Edimburgo e Stirling sono i castelli più amati e abitati dal clan.